# والاس ريد
والاس ريد (بالإنجليزية: Wallace Reid)‏ (15 أبريل 1891 - 18 يناير 1923) ممثل سينمائي أمريكي في عصر السينما الصامتة .

## روابط خارجية
- والاس ريد على موقع IMDb (الإنجليزية)
- والاس ريد على موقع الموسوعة البريطانية (الإنجليزية)
- والاس ريد على موقع ألو سيني (الفرنسية)
- والاس ريد على موقع تيرنر كلاسيك موفيز (الإنجليزية)
- والاس ريد على موقع أول موفي (الإنجليزية)
- والاس ريد على موقع قاعدة بيانات الأفلام السويدية (السويدية)
- والاس ريد على موقع إن إن دي بي (الإنجليزية)
- والاس ريد على موقع قاعدة بيانات الفيلم (الإنجليزية)
- والاس ريد على موقع كينوبويسك (الروسية)
- والاس ريد على موقع فايند أغريف
- Literature on Wallace Reid
- portrait of Reid's mother, Berthabelle Westbrook